# Траполоне (Болоња)
Траполоне (итал. Trappolone) је насеље у Италији у округу Болоња, региону Емилија-Ромања.
Према процени из 2011. у насељу је живело 772 становника. Насеље се налази на надморској висини од 109 м.